# Trichiosoma crassum
Trichiosoma crassum is een vliesvleugelig insect uit de familie van de knotssprietbladwespen (Cimbicidae). De wetenschappelijke naam van de soort is voor het eerst geldig gepubliceerd in 1882 door W. F. Kirby.